# Бирджанд
Бирджанд (на персийски: بیرجند) е град в Иран, център на провинция Южен Хорасан. При преброяването от 2012 г. има 179 686 жители.
Известен е със своите шафран, берберис и износ на ръчно изработени килими. Развиващ се град, като по този начин се превръща в един от основните центрове в източната част на Иран.

## История
Първото споменаване на града е в прочутата книга Моджем Абдолдам, от Якут ал Хомави (13 век), който описва Бирджанд като най-красивия град в Кохестан. Географският район на града има своето историческо и политическо значение, много преди появата на Бирджанд. Освен от литературните описания, най-старото доказателство за историята на региона е древният Мазарски надпис в село Кох, на около 25 км югоизточно от Бирджанд. Върху повърхността на магмените скали са издълбани многобройни фини рисунки и надписи. Надписите включват пиктограми на Арсацидски пахлави, сасанидски пахлави, арабски и персийски език.
Бирджанд се превръща в център на Кохестан след упадъка на историческия град Кайен в периода на сефевидите. Оттогава кланът Алам управлява региона до края на династия Каджар. По време на полуавтономното управление на клан Алам Великобритания и Русия създават консулства в Бирджанд заради стратегическото географско положение на района в близост до Индийския субконтинент. Амир Шокат Ул-Молк Алам, бащата на Асадола Алам (министър-председателят на Иран) все още управлява шахрестан Кохестан при династия Пахлави. Бирджанд губи своето геополитическо значение след възкачването на Реза Шах Пахлави и политиката му на централизирано управление.
Целият регион Кохестан е присъединен към съвременната провинция Хорасан. Местните хора, обаче, започват движение за обявяване на независима провинция по средата на управлението на Пахлави. Това продължава около четиридесет години, което води до връщане на историческото значение за Бирджанд през 2004 г., след като иранското правителство официално разделя Хорасан на три по-малки провинции.

## Климат
Бирджанд има хладен пустинен климат, с горещи лета и студени зими. Валежите са малко и са най-вече през зимата и пролетта.
| Бирджанд                              | Бирджанд | Бирджанд | Бирджанд | Бирджанд | Бирджанд | Бирджанд | Бирджанд | Бирджанд | Бирджанд | Бирджанд | Бирджанд | Бирджанд | Бирджанд |
| Месеци                                | яну.     | фев.     | март     | апр.     | май      | юни      | юли      | авг.     | сеп.     | окт.     | ное.     | дек.     | Годишно  |
| Абсолютни максимални температури (°C) | 25,0     | 27,0     | 32,0     | 36,0     | 40,0     | 43,0     | 44,0     | 42,0     | 39,2     | 36,0     | 29,0     | 25,0     |          |
| Средни максимални температури (°C)    | 11,0     | 13,1     | 18,8     | 24,7     | 30,6     | 35,2     | 35,6     | 34,3     | 31,7     | 26,6     | 19,7     | 13,4     | 24,6     |
| Средни температури (°C)               | 4,0      | 6,2      | 11,7     | 17,6     | 23,3     | 27,9     | 28,8     | 26,8     | 23,1     | 17,5     | 10,8     | 5,8      |          |
| Средни минимални температури (°C)     | −2,3     | −0,3     | 4,4      | 9,6      | 13,9     | 17,9     | 19,7     | 17,1     | 12,1     | 7,3      | 2,2      | −1,2     | 8,4      |
| Абсолютни минимални температури (°C)  | −16,5    | −14,7    | −12      | −4,5     | 0,0      | 7,0      | 10,2     | 6,6      | 1,0      | −5,6     | −11      | −15,8    |          |
| Средни месечни валежи (mm)            | 31,3     | 32,4     | 35,1     | 31,6     | 7,1      | 0,3      | 0,1      | 0,2      | 0,0      | 2,6      | 8,4      | 19,7     |          |
| ------------------------------------- | -------- | -------- | -------- | -------- | -------- | -------- | -------- | -------- | -------- | -------- | -------- | -------- | -------- |
| Източник: NOAA (1961 – 1990)          |          |          |          |          |          |          |          |          |          |          |          |          |          |

## Образование
Училище Шокатие в Бирджанд заедно с Даролфонун в Техеран са първите съвременни обществени училища в Иран от средата на 19 век. Оттогава Бирджанд притежава институти за висше образование и става важен център за научни изследвания и разработки.
- Бирджандски университет[4]
- Бирджандски технологичен университет[5]
- Бирджандски университет по медицински науки[6]
- Университет Паяме Нур[7]
- Ислямски университет Азад[8]
- Университет за приложни науки и технологии
- Академия на Тарбиат Моалем
- Академия на Амузеш Али
- Академия на Амузеш Модирят Долати

## Въздушен транспорт
Летище Бирджанд се намира в предградие на Бирджанд. Поради геополитическото превъзходството на града в източните части на Иран летището започва да функционира през 1933 г. като третото летище в страната. Предлага целогодишни ежедневни полети до Техеран и Машхад. Превръща се в международно летище след първия си международен полет до Медина, Саудитска Арабия през юни 2008 г. През октомври 2009 г. писта 10/28 е затворена за основен ремонт. Тя е удължена до 4000 метра, за да може да се използва от широкофюзелажен самолети. По време на строителните дейности всички полети са спрени, а се използва по-старата писта (8.26) с ежедневни полети до Техеран.